# Ludwig Julius Budge
Ludwig Julius Budge (Wetzlar, 11 settembre 1811 – Greifswald, 14 luglio 1888) è stato un fisiologo tedesco.
Studiò medicina presso le Università di Marburgo, Berlino e Würzburg, e dopo la laurea lavorò come medico generico a Wetzlar e ad Altenkirchen. Nel 1843 fu privat-docent presso la facoltà di medicina di Bonn, dove divenne professore associato nel 1847. Nel 1856 fu nominato professore di anatomia e fisiologia all'Università di Greifswald.
È noto per le sue indagini anatomiche e fisiologiche sul sistema nervoso autonomo. Con il neurofisiologo Augustus Volney Waller, fu premiato con il Prix Montyon dall'Académie des Sciences francese, per il suo lavoro che coinvolge il midollo spinale.
Inoltre, è accreditato per aver fornito una descrizione completa dei capillari biliari del fegato.

## Opere principali
- Die Lehre vom Erbrechen: Nach Erfahrungen und Versuchen, 1840.
- Allgemeine Pathologie Als Erfahrungswissenschaft Basirt Auf Physiologie, 1845.
- Neue Untersuchungen über das Nervensystem (con Augustus Volney Waller), 1851.
- Über die Bewegung der Iris, 1855.
- Specielle Physiologie des Menschen: ein Leitfaden für Vorlesungen und zum Selbststudium, 1856y.[3]